# Duomo di Schwerin
Il duomo di Schwerin è il principale luogo di culto evangelico luterano di Schwerin, in Germania.
Consacrato alla Vergine Maria e San Giovanni, è sede del preside della Chiesa evangelica luterana della Germania Settentrionale. 
La cattedrale fu edificata a partire dal XII secolo in stile gotico baltico.